# Yves Fougères
Yves Fougères, nom de plume d'Yves Le Souchu, né le 21 juillet 1921 à Bordeaux et mort le 19 mai 1953 à Rions, est un écrivain, un nouvelliste et un dramaturge français, auteur de roman policier.

## Biographie
Après des études d'histoire, il se consacre à la littérature. Il écrit quelques pièces de théâtre policières. 
En 1948, grâce à son premier roman Nuit et Brouillard, il est lauréat du prix du Quai des Orfèvres. En 1953, sa nouvelle La Patte d'oie est publiée dans l'anthologie La Douzaine du diable.

## Œuvre

### Romans
- Nuit et Brouillard, S.E.P.E., coll. « Le Labyrinthe » (1948)
- Traites sur la mort, S.E.P.E., coll. « Le Labyrinthe » (1949)
- Le sable en boira le sang, S.E.P.E., coll. « Le Labyrinthe » (1950)
- Regrets éternels, Éditions de l'Arabesque, coll. « Crime parfait » no 29 (1959)

### Nouvelles
- Solution express, Éditions OPTA, Mystère magazine no 30 (juillet 1950)
- Ça, c'est le bouquet !, Éditions OPTA, Mystère magazine no 61 (février 1953)
- La Patte d'oie, dans l'anthologie La Douzaine du diable, Éditions de La Première Chance (1953)

### Pièces de théâtre
- La Porte fermée (1942)
- Avenir de gloire (1944)
- Qui a tué ? (1945)
- La tante Emma a disparu (1946)

## Prix et distinctions
- Prix du Quai des Orfèvres 1948 pour Nuit et Brouillard

## Sources
: document utilisé comme source pour la rédaction de cet article.
- Claude Mesplède (dir.), Dictionnaire des littératures policières, vol. 1 : A - I, Nantes, Joseph K, coll. « Temps noir », 2007, 1054 p. (ISBN 978-2-910-68644-4, OCLC 315873251), p. 772